# Nazım Pascha

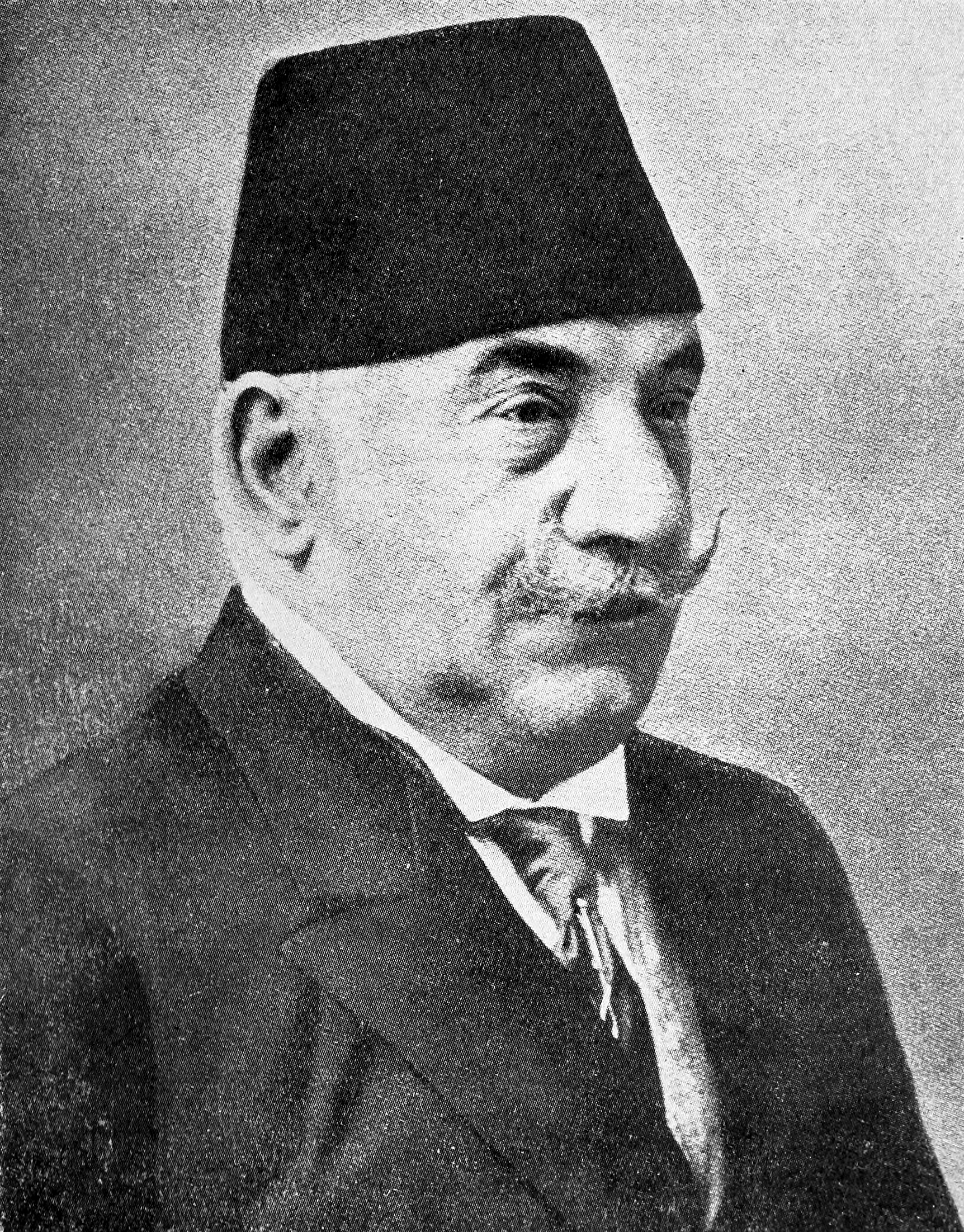
Nazim Pascha

Nazım Pascha († 23. Januar 1913) war ein osmanischer Pascha und Generalstabschef der Osmanischen Armee.
Nach der Niederlage der Osmanischen Armee in den Balkankriegen zwischen 1912 und 1913 kam es zu einem Putsch, bei dem Nazım Pascha ermordet wurde.